# Forças Especiais (filme)
Forças Especiais  (em francês:  Forces spéciales) é um filme de guerra, acção e drama realizado em França em 2011. Uma longa-metragem que contou com a participação de um elenco constituído por Diane Kruger, Djimon Hounsou, Benoît Magimel, Mehdi Nebbou e Tchéky Karyo. Foi dirigido por Stephane Rybojad e lançado a 9 de dezembro de 2011 na França. O filme abarca uma história sobre um grupo de elite de soldados franceses numa missão de resgate de reféns urgente na área entre o Paquistão e Afeganistão.

## Sinopse
Elsa, uma jornalista francesa, é sequestrada por líder do Talibã, que coloca um vídeo na internet, determinando a data para a execução da mulher. Investigações indicam que o cativeiro está localizado em um território sem lei, próximo ao Paquistão. Uma unidade de elite militar, composta por seis homens, é enviada para tentar o resgate. Em uma ação bem sucedida, eles conseguem alcançar o objetivo, contudo um grave problema insurge-se. Após alcançarem a refém, a dificuldade encontra-se em retirarem-se do local com vida.

## Elenco
- Diane Kruger como Elsa Casanova
- Djimon Hounsou como Comandante Kovax
- Benoît Magimel como Tic-Tac
- Denis Menochet como Capitão Lucas
- Raphaël Personnaz como Elias
- Alain Figlarz como Victor
- Alain Alivon como Marius
- Mehdi Nebbou como Amin
- Raz Degan como Zaief
- Morjana Alaoui como Maina
- Tchéky Karyo como Almirante Guezennec